# Pfarrkirche Allerheiligen bei Wildon

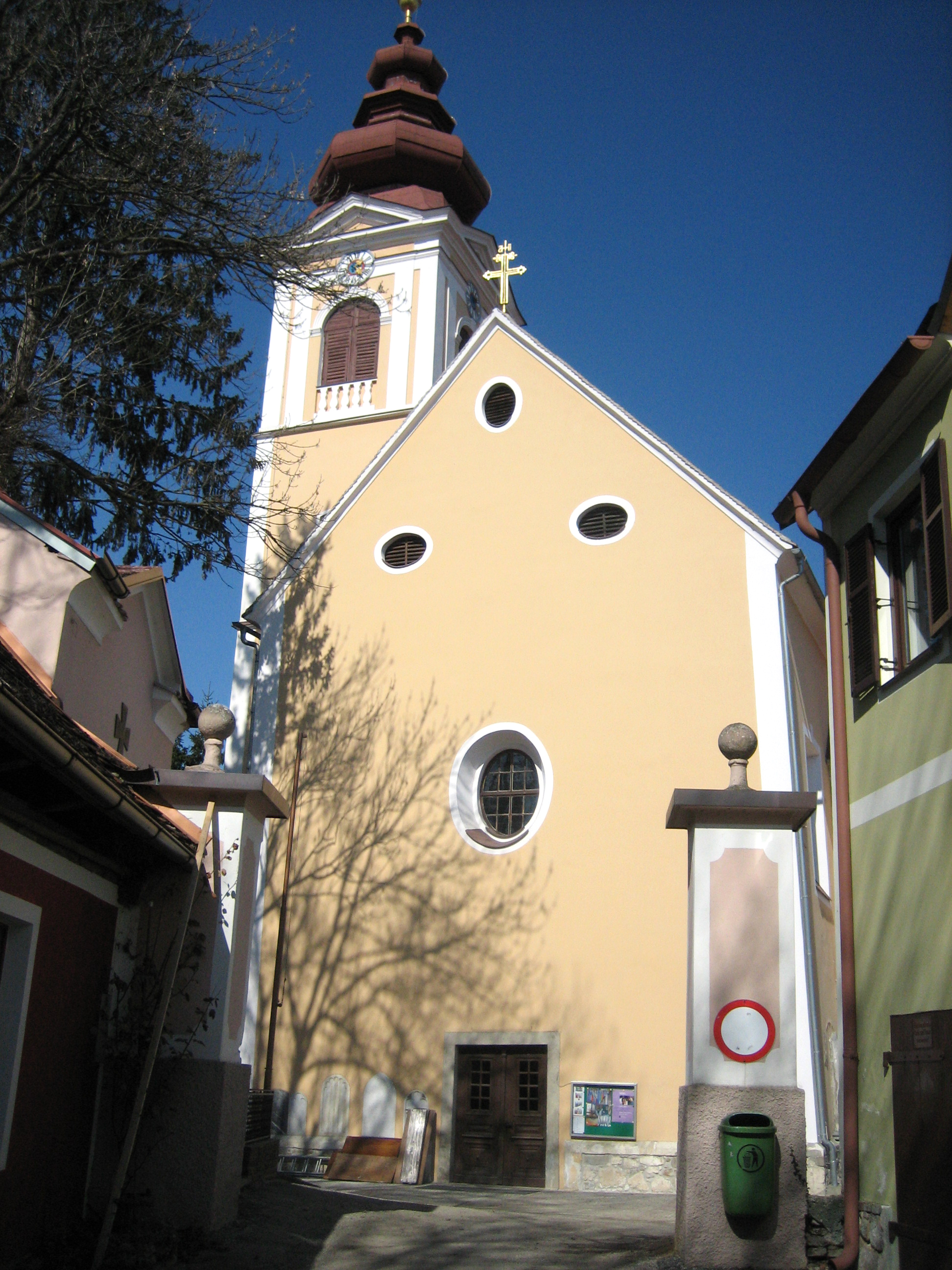
Pfarrkirche Allerheiligen bei Wildon, Südfassade

Die Pfarrkirche Allerheiligen bei Wildon ist die römisch-katholische Pfarrkirche der Gemeinde Allerheiligen bei Wildon in der Steiermark. Sie bildet mit der Pfarre Heiligenkreuz am Waasen seit 2007 einen Pfarrverband.

## Geschichte
Die Pfarrkirche wurde 1218 von Marktwart von Herbersdorf im Zusammenhang mit Schloss Herbersdorf begründet. Daraus entwickelte sich der heutige Ort Allerheiligen. Aus dem Jahr 1448 ist der ehemalige Chor und der Turmunterbau mit dem Portal der gotischen Kirche erhalten. Mit jesuitischer Unterstützung erhielt die Kirche eine wertvolle Einrichtung. Von 1717 bis 1720 erfolgte ein Neubau mit Nordsüdausrichtung. 

## Beschreibung
Der Sakralbau besteht aus einem dreijochigen Langhaus, das in einen 3/8 Chorschluss übergeht. Seit 1920 befinden sich anstelle der Gewölbe seitlich abgeschrägte Flachdecken auf Pilastern. Im zweiten Joch kreuzt die gotische Kirche den Neubau von 1717. Der ehemalige Chor bildet nach Osten hin die Chorkapelle mit einem Sternrippengewölbe und Wappenschildern als Rippenkonsolen. Außerdem sind zwei Maßwerkfenster und ein kleines Schulterbogenportal zur barocken Sakristei erhalten. 
Nach Westen öffnet sich der quadratische Turm, oder der ehemalige, gotische Eingangsbereich durch ein Spitzbogenportal. Der Turmaufbau datiert mit 1777, hat einen Zwiebelhelm zur Bekrönung. In seiner Südecke gibt es im ersten Obergeschoß einen Quergang mit Luken. 
Die dreiachsige Orgelempore ruht auf Pfeilern.
Am Hochaltar steht ein Bild mit Mariä Himmelfahrt und Allen Heiligen. Wie die Kanzel stammt es aus dem zweiten Viertel des 18. Jahrhunderts. Zwei Seitenaltäre und der Kapellenaltar sind mit Figuren aus dem 18. Jahrhundert geschmückt. Die Kreuzwegbilder stammen ebenfalls aus dieser Zeit. Daneben gibt es zwei holzgeschnitzte Biedermeierluster und das Orgelgehäuse aus derselben Zeit. In der Pfarrkirche ist das Epitaph des Franz von Herberstorff angebracht. Es stammt aus dem 16. Jahrhundert. Im Innenraum sind zwei Grabsteine zu sehen: Jener der Amalie von Herberstorff (gest. 1543) und jener der Töchter des Bartlmä von Weißeneck, ebenfalls aus dem 16. Jahrhundert.

## Bildergalerie

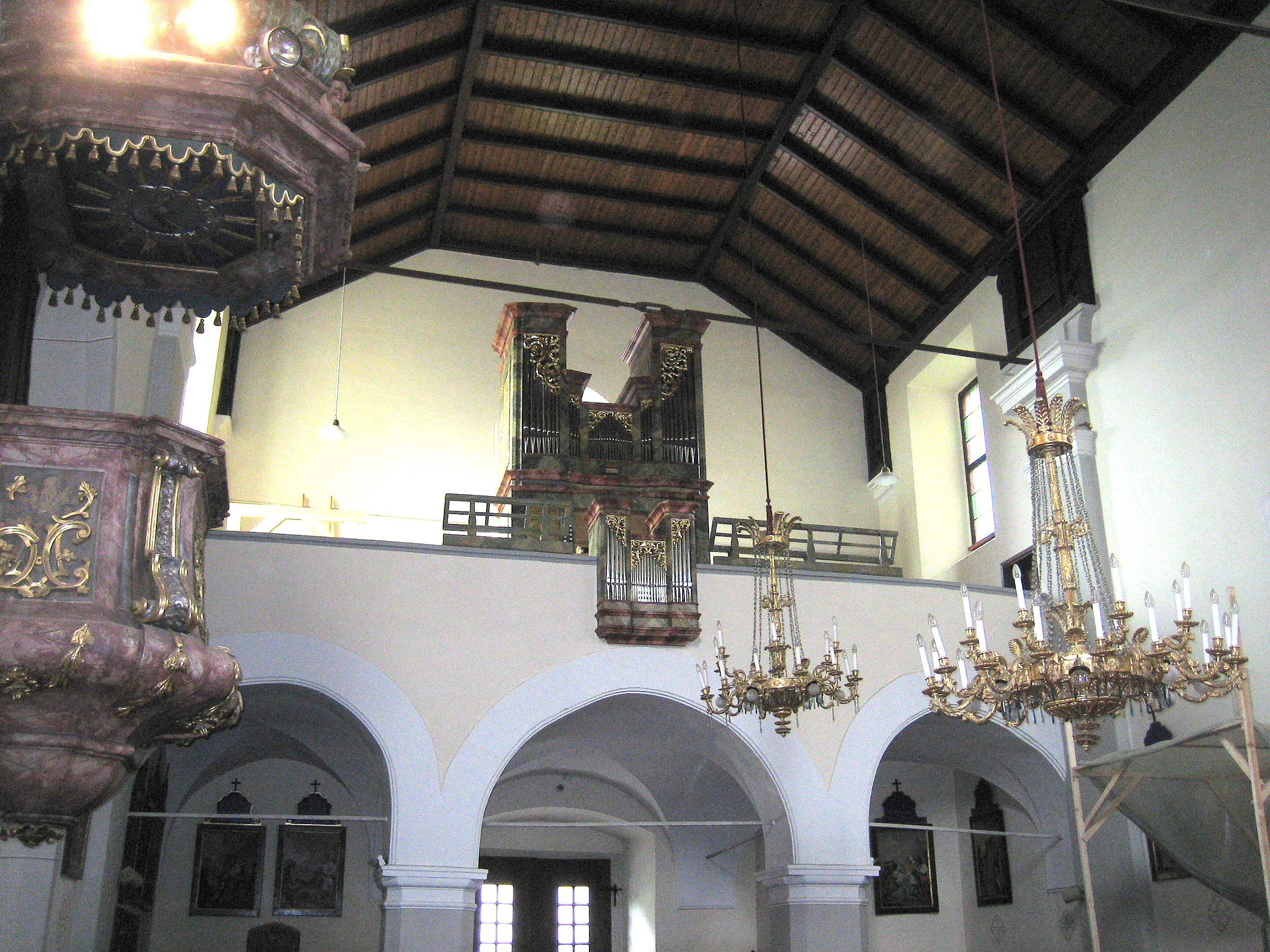
Pfarrkirche Allerheiligen bei Wildon, Blick nach Süden, Orgelempore, geschnitzte Holzluster
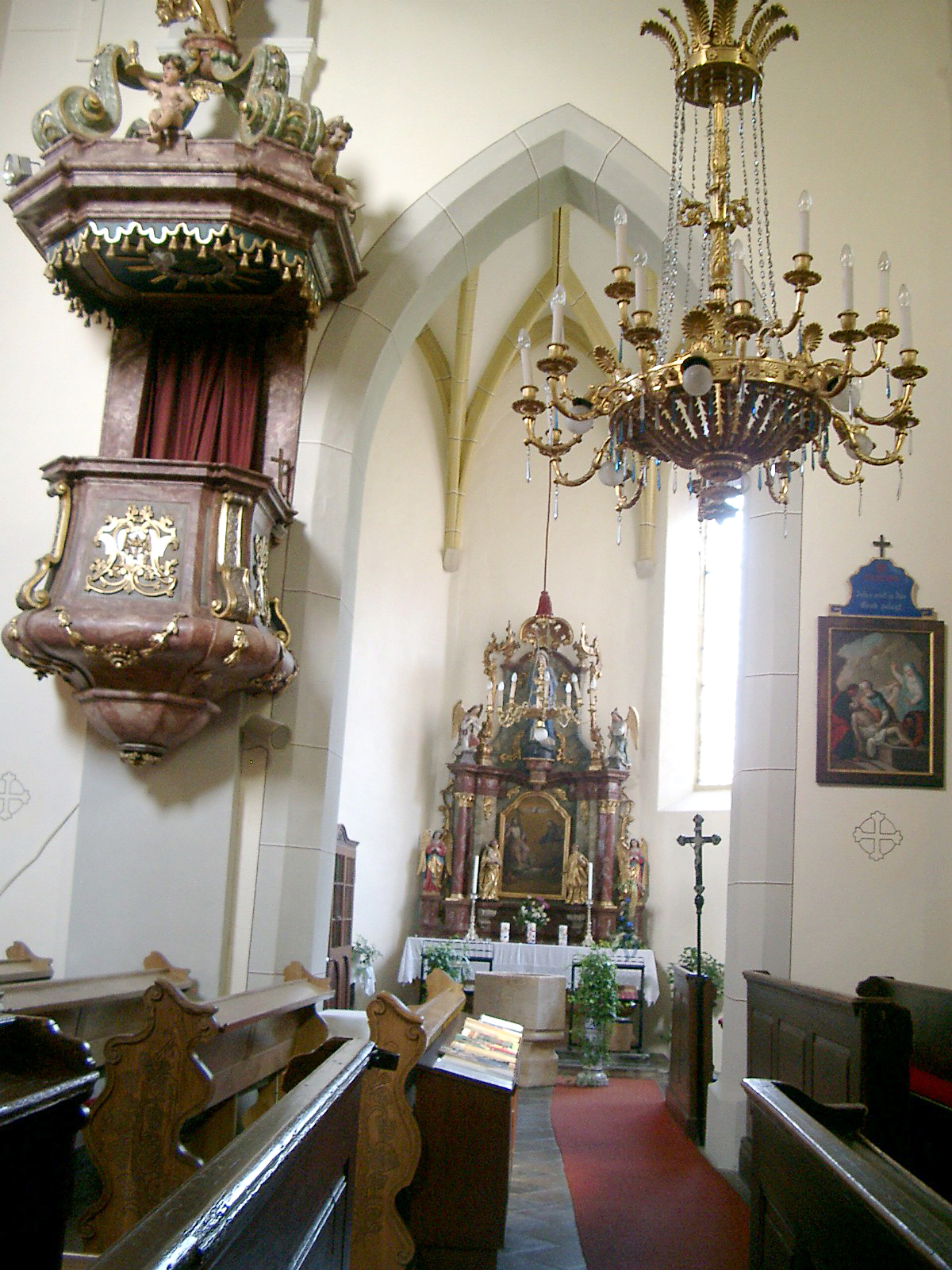
Allerheiligen bei Wildon, Pfarrkirche, Blick nach Osten in den gotischen Chor
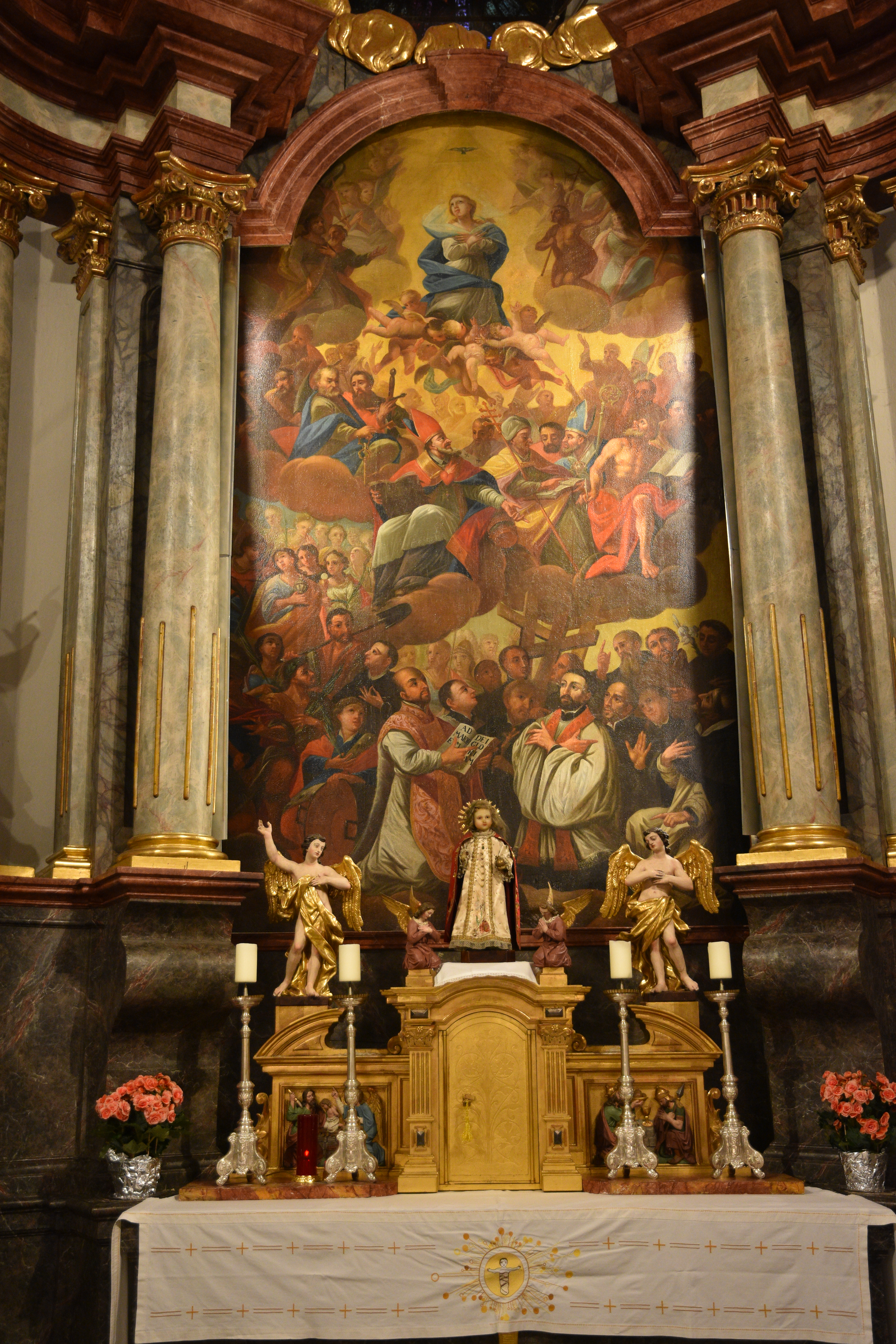
Allerheiligen bei Wildon, Pfarrkirche, Hochaltar, Mariä Himmelfahrt
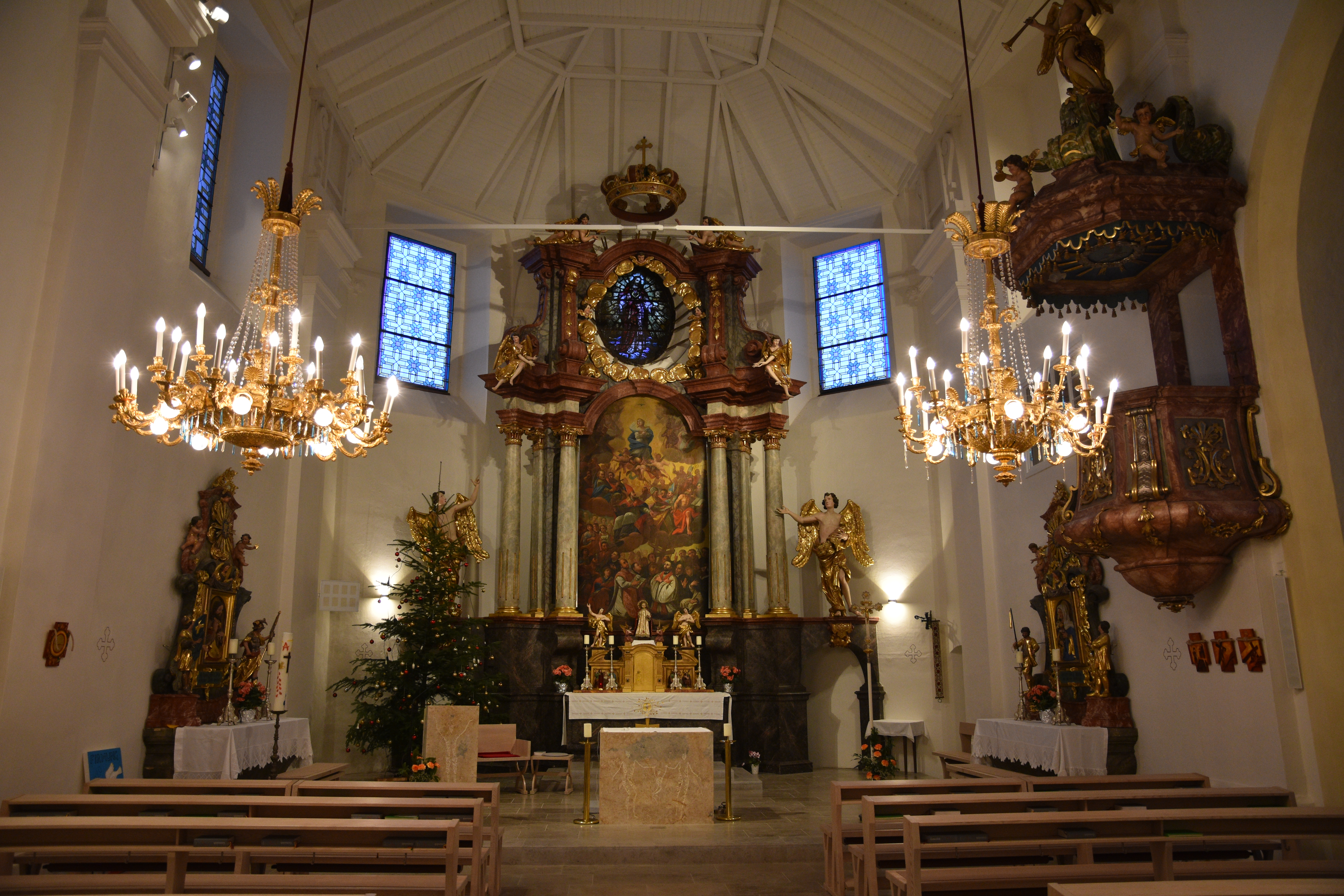
Gesamtansicht, Mariä Himmelfahrt
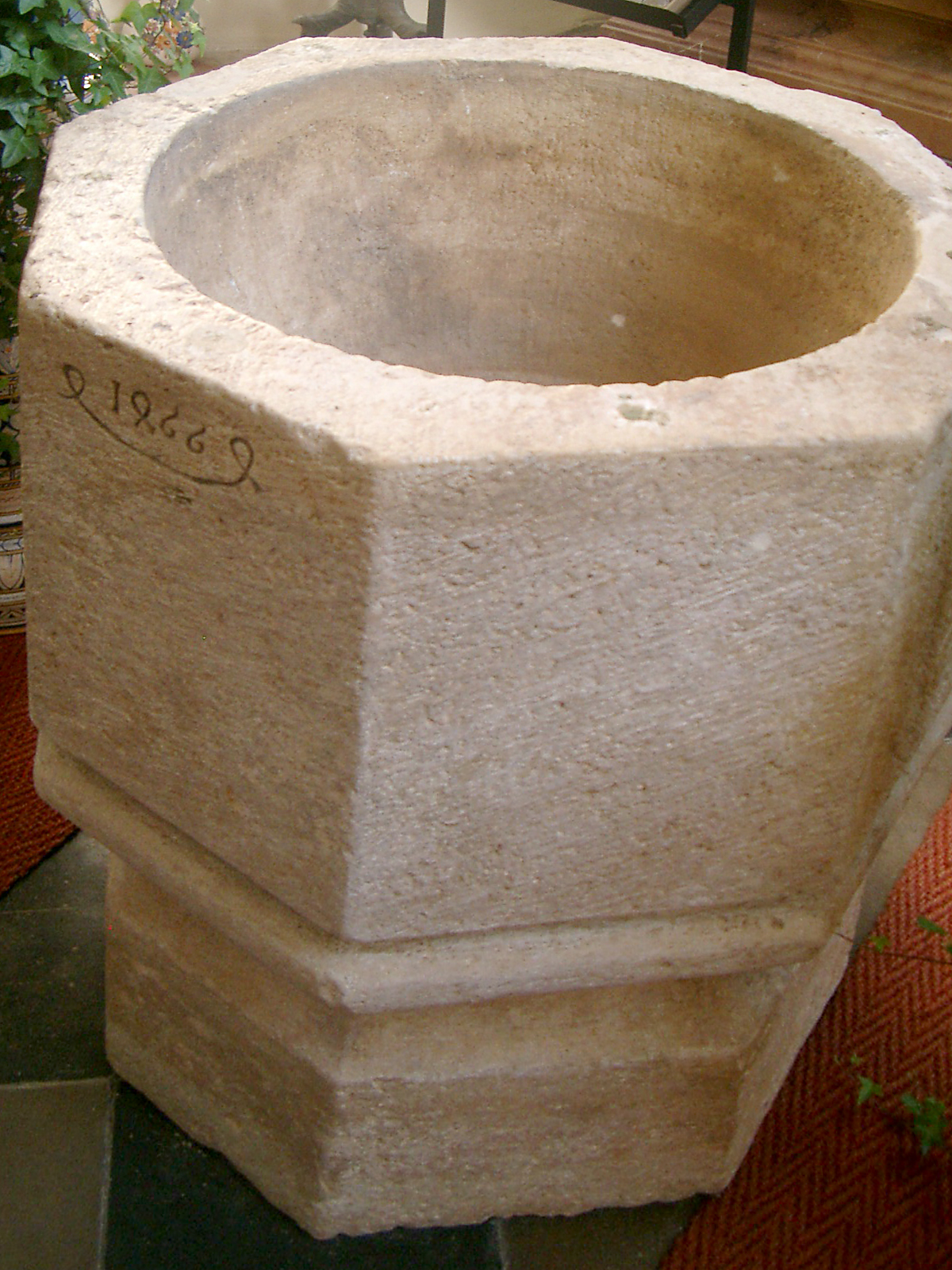
Allerheiligen bei Wildon, Pfarrkirche, Taufbecken dat. 1466